# Illusion
První český a křesťanský závod Illusion byla jedna z prvních filmových společností na území dnešní České republiky, kterou v roce 1906 založili František Tichý a Alois Jalovec, a která od roku 1913 přistoupila pod značkou Illusion film k vlastní filmové výrobě hraných filmů. S nástupem světové války její činnost ustala a již nikdy nebyla obnovena.

## Historie
V roce 1906 založil Alois Jalovec společně se svým švagrem Františkem Tichým První český a křesťanský závod Illusion, jehož součástí byl biograf, půjčovna filmů a filmové laboratoře. Firma zprvu sídlila na Slovanech a od března roku 1909 v bývalé šermírně domu U božího oka na Václavském náměstí. V roce 1911 začali vydávat jeden z prvních odborných filmových časopisů na českém území s názvem Český kinematograf. Úspěch prvních českých filmů u publika, které ve svém kině promítal jejich tvůrce Antonín Pech, podnítil Jalovce se švagrem rozšířit pole svého filmového podnikání o výrobu vlastních filmů. Pod novou značkou Illusion film vznikla celá řada reportážních snímků filmového žurnálu Pražské aktuality, kterými byl položen základ české filmové publicistiky. Velmi často se natočené záběry objevily téhož dne, kdy byly natočeny, na plátnech kin. Mezi nimi lze objevit záběry z pohřbu spisovatele Jakuba Arbese, pražského primátora Jana Podlipného či herce Jindřicha Mošny, řadu sportovních událostí a nejrůznějších slavnostních aktů jako odhalování pomníků či otevírání mostů nebo historicky cenné záběry z mobilizace v Praze roku 1914. Vedle reportážních snímků a aktualit vzniklo v roce 1913 pod značkou Illusion film i několik krátkých hraných filmů. Největší ambice měl snímek Zkažená krev (1913), který vznikl podle divadelní hry Ladislava Stroupežnického. Byla to první adaptace divadelní hry v historii českého filmu. Vedle tohoto prvního pokusu spojit film s divadlem vzniklo pod značkou Illusion film i několik dalších filmů. Jednalo se především o nenáročné veselohry jako Cholera v Praze (1913) nebo Pan profesor, nepřítel žen (1913). Slibný vývoj filmového podnikání společnosti byl přerušen první světovou válkou, která odvedla na frontu většinu jejího personálu. Firma již nikdy nebyla obnovena. Stejný osud jako Illusion potkal i ostatní průkopnické předválečné filmové výrobny. Alois Jalovec se po válce věnoval filmové práci v laboratořích a s Vladimírem Slavínským založil novou filmovou společnost Pojafilm. Jeho švagr František Tichý se stal po válce majitelem několika pražských kin.

## Seznam vyrobených filmů (neúplný)
Většina filmů společnosti se do dnešních dnů nedochovala.

### Hraná tvorba
- Cholera v Praze (1913)
- Pan profesor, nepřítel žen (1913)
- Zamilovaná tchyně (1913)
- Zkažená krev (1913)
- Život šel kolem (1913)

### Filmové aktuality
- Automobilové závody Zbraslav-Jíloviště
- Let o Schichtovu cenu
- Braník - pražské Ostende
- Mobilizace v Praze (1914)
- Otevření mostu arcivévody d'Este
- Pohřeb Jakuba Arbese (1914)
- Pohřeb Jindřicha Mošny (1911)
- Pohřeb primátora Jana Podlipného (1914)